# Peter Johannes de Neui

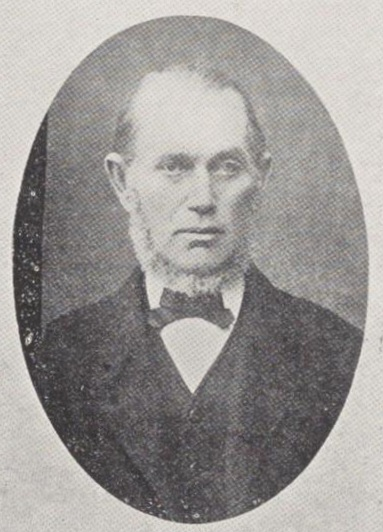
P.J. de Neui

Exlibris Peter Johannes de Neui

P. J. de Neui unter nordwestdeutschen Missionsarbeitern (rechter Bildrand, stehend)

Peter (Pieter) Johannes de Neui – auch Johann Pieter de Neui genannt – (* 23. Oktober 1828 in Ditzumerverlaat, Rheiderland; † 12. Februar 1907 in George, Iowa) war ein Schmiedegeselle und einer der bedeutendsten Missionare der nordwestdeutschen Baptisten. Er gilt auch als Mitbegründer der niederländischen Baptisten.

## Leben
De Neui wurde als Sohn des Handelsgärtners Johannes Derks de Neui und dessen Ehefrau Reentje Janssen, geborene Bruns, geboren. Er erlernte das Schmiedehandwerk, befasste sich jedoch als Autodidakt bereits in jungen Jahren mit theologischen Fragen. Bei seiner Suche nach Gott kam er Ende der 1840er Jahre in Kontakt mit der damals in Deutschland noch jungen baptistischen Bewegung. Nach einer inneren Hinkehr zum christlichen Glauben ließ er sich am 8. Februar 1850 in Weener von dem aus Jever stammenden Baptistenpastor Johann Ludwig Hinrichs taufen. Dieser erkannte alsbald die besonderen Begabungen seines jungen Gemeindemitglieds und veranlasste ihn, sich am Predigtdienst in der Gemeinde zu beteiligen. De Neui hielt seine erste Predigt in niederländischer Sprache, die im rheiderländischen Grenzgebiet derzeit noch die gewöhnliche Sprache in Schule und Kirche war.
1852 begann Johannes Peter de Neui mit einer sechsmonatigen Kurzausbildung an dem von Johann Gerhard Oncken begründeten Missionsseminar. Danach wirkte er für einige Zeit in Schwei (Stadland) und kehrte 1853 nach Ostfriesland zurück.

### Missionar in Ostfriesland und den Niederlanden

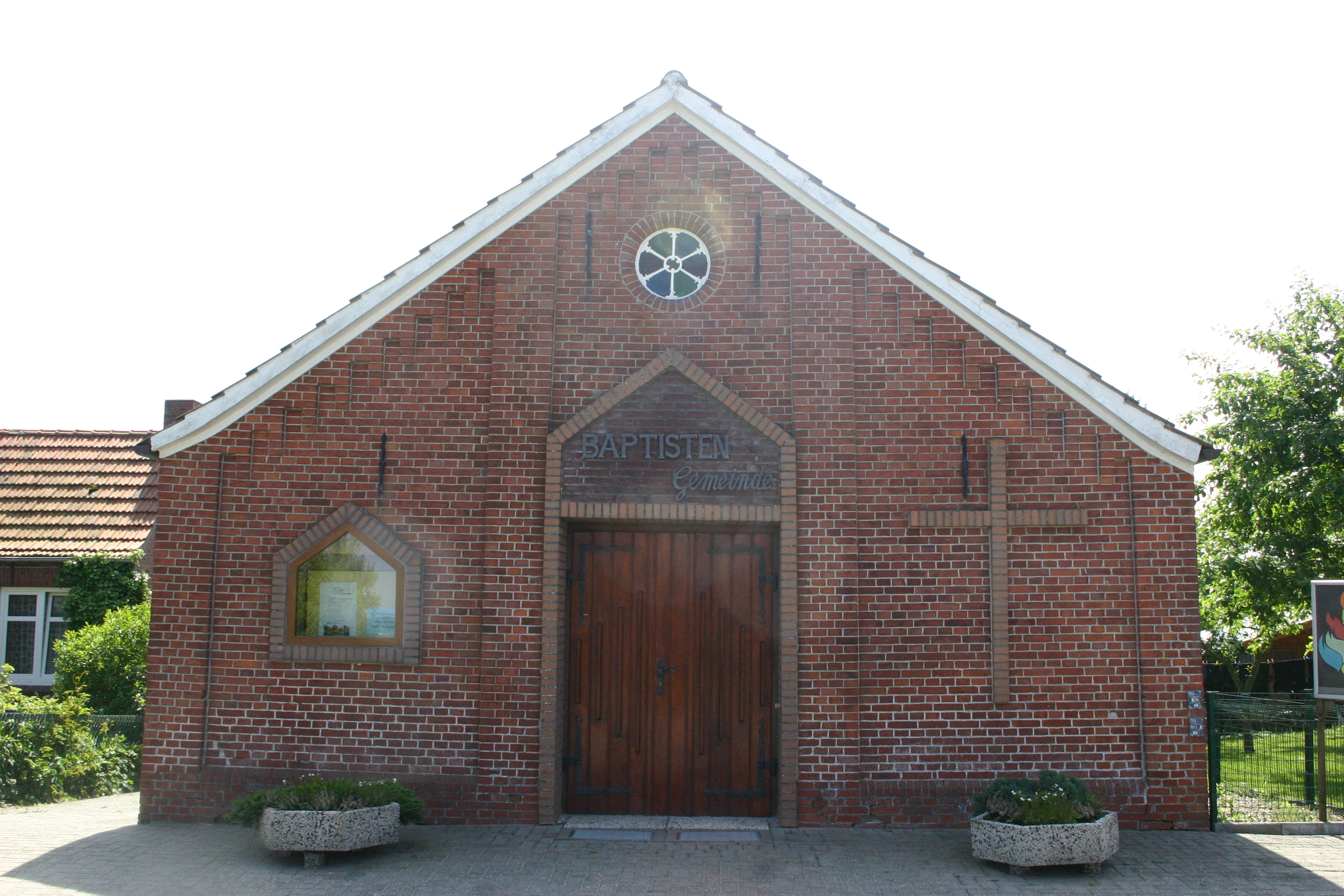
Kapelle der Baptistengemeinde Ditzumerverlaat

Zunächst war es die neu entstandene Baptistengemeinde seines Geburtsortes, die ihn zu ihrem ersten Prediger berief. Zwei Jahre später übernahm er als Nachfolger Johann Ludwig Hinrichs den Gemeindedienst in Ihren. Schwerpunkt seiner Arbeit war allerdings nicht die pastorale Betreuung der Gemeindemitglieder. Die Gemeinde in Ihren diente ihm vor allem als Ausgangsbasis für ausgedehnte Verkündigungsreisen nach vielen ostfriesischen Orten. Im Winter legte er weite Strecken auf Schlittschuhen zurück. Die vielen Wasserwege im Ostfriesischen und Niederländischen boten dazu eine gute Gelegenheit.
In einer von Theodor Peter Duprée verfassten de Neui-Biografie heißt es dazu: „In vielen Orten pflanzte er so das Banner des Evangeliums auf. Überall hatte er einen starken Zulauf; aber er erregte auch vielerorts heftigen Widerstand. Zum Teil mochte es daran liegen, dass er rücksichtslos das tote Kirchentum angriff und die biblische Wahrheit von der Taufe und Gemeinde auf den Leuchter stellte.“
De Neuis Missionsarbeit geriet auch in das Blickfeld der staatlichen und kirchlichen Behörden. Predigtverbote, Geldstrafen wegen unerlaubten Abhaltens von Versammlungen waren u. a. die Folgen. Als die Repressalien zunahmen, wandte sich De Neui verstärkt den angrenzenden Niederlanden zu und setzte hier seine Missionsarbeit fort. Er gilt als einer der Mitbegründer der niederländischen Baptisten. Aufgrund seiner Tätigkeit entstand in Franeker (Friesland) eine Baptistengemeinde, deren Prediger er ab 1865 für sechs Jahre wurde.

### Baptistenprediger in den USA
1871 wanderte Peter de Neui mit seiner Ehefrau Catharina Johanna, geborene Kramer, und fünf Kindern in die Vereinigten Staaten aus. Zunächst siedelte sich die Familie in Silvercreek / Illinois, wo Peter de Neui zum Pastor der Ersten ostfriesischen Baptistengemeinde berufen wurde, einer Gemeinde, die von Auswanderern aus Ihren wenige Jahre zuvor gegründet worden war.
1876 zog die Familie nach Iowa um. Bis 1901 versah de Neui auch hier sein Predigtamt, zunächst in Steamboat Rock und später noch in Buck Grove. Er starb 1907; sein Grab befindet sich auf dem Evergreen Cemetery in George, Lyon County, Iowa.